# Alexandra Burke
Alexandra Imelda Cecelia Ewan Burke, född 25 augusti 1988 i Islington i London, är en brittisk sångerska och vinnare av den brittiska tv-sångtävlingen The X Factor, säsong fem (2008). Burke medverkade även 2005 i sångtävlingen men gick inte hela vägen till livespelningar. 
Burkes pris, som vinnare, var ett skivkontrakt med Simon Cowells skivbolag Syco, som samägs med Sony Music Entertainment. Kontraktet hade ett värde på £1 miljon, varav £150 000 var ett förskott och resten fördelade på inspelning och marknadsföringskostnader.
Den 15 december 2008 blev Burke den nuvarande europeiska rekordhållaren för enstaka försäljning över en period på 24 timmar genom att sälja 105 000 exemplar av sin debutsingel "Hallelujah" under ett dygn. Siffrorna slår hennes X Factor föregångare, Leona Lewis, som tidigare hade rekordet på 82 000 sålda exemplar, med sin singel "A Moment Like This", under 24 timmar. "Hallelujah" kom att bli jul-listetta 2008. Den utnämndes även till årets bäst säljande låt på BBC Radio 1 Chart Show den 28 december 2008 och slog därmed X Factor-finalisternas låt "Hero". Det är första gången som en X Factor-vinnare har toppat slutet av året listan i Storbritannien med vinnande singeln. Försäljningen av "Hallelujah" passerade 1 miljon exemplar den 9 januari 2009, vilket gjorde Burke till den första brittiska kvinnliga soloartist att sälja så mycket av en singel i Storbritannien.
Hennes debutalbum, Overcome, släpptes den 19 oktober 2009 och gick in på listorna som nummer ett. BRIT-nominerade singeln "Bad Boys" featuring Flo Rida släpptes den 12 oktober 2009 och debuterade som nummer ett i Storbritannien, vilket blev hennes andra raka singeletta. Singeln släpptes på den europeiska marknaden i början av 2010 och hamnade på top tio och topp tjugo i många länder. Burke låg som nummer ett under totalt sju veckor, icke i följd, på den brittiska singellistan (tre veckor med "Hero", tre med "Hallelujah" och en med "Bad Boys"). Hon har varit nominerad till två BRIT Awards. Hon har gjort två nummer ett-singlar ("Hallelujah" och "Bad Boys") samt två nummer ett-singlar som featuring artist ("Hero" och "Everybody Hurts" – välgörenhetssingel).

## Uppväxt
Burke är född den 25 augusti 1988 i Islington, London. Hennes andra förnamn kommer från hennes mormor (Imelda), farfar (Cecil) samt hennes mors flicknamn (Ewan). Hon är dotter till David Burke, född i Jamaica, och Melissa Bell, som är en före detta Soul II Soul-medlem. Burkes föräldrar separerade när hon var sex och hon har bott i Islington hela sitt liv. Hon har fyra bröder och en syster. 
Burke började sjunga när hon var fem och hade ingen professionell sångträning före The X Factor. När hon bara var nio år gammal sjöng hon med sin mor på en scen i Bahrain. Vid tolv års ålder deltog Burke i tv-talangtävlingen Star for a Night, där hon var den yngsta deltagaren. Hon blev bestulen på första platsen av Joss Stone. Burkes mamma bad henne sjunga för Jean Carne, vilket ledde till att Carne erbjöd henne att uppträda på sin show kvällen därpå.
Burke började på Elizabeth Garrett Anderson School i Islington, och efter sin GCSE lämnade hon skolan för att göra karriär inom musiken. Redan före sin X Factor-framgång hade hon arbetat som sångerska och hade spelningar på klubbarna under helgerna. Hon följde också med på en turné med Young Voices, en välgörenhetsorganisation som samlar in pengar till barn med leukemi, där hon fick uppträda på stora platser såsom Royal Albert Hall.

## Karriär

### The X Factor

#### 2005
Burke provspelade för den andra säsongen av The X Factor år 2005 (som så småningom vanns av Shayne Ward). Hon gick inte vidare till livespelningarna.

#### 2008
Burkes andra försök att vinna The X Factor kom 2008. Hon hamnade då i "Girls"-kategorin, vilket ledde till att Girls Aloud-medlemmen Cheryl Cole blev hennes mentor och skickade henne vidare till finalen. På den första liveshowen framförde Burke Whitney Houstons klassiker "I Wanna Dance with Somebody (Who Loves Me)". Inför den andra liveshowen gjorde hon en cover på "I'll Be There" av The Jackson 5. Under vecka tre, "Storbandveckan", framförde Burke Christina Aguileras "Candyman" och mottog för första gången stående ovationer. Inför disco-temat, fjärde liveshowen, framförde Burke Donna Summers "On the Radio". Under Mariah Carey-veckan, den 8 november, fick Burke och de andra finalisterna träffa Carey för enskilda Master classes. Mariah Carey gav Burke komplimanger för hennes röst. Burke framförde "Without You" och fick stående ovationer från domarna som alla gav henne positiva kommentarer. Cowell kommenterade att "Det var helt enkelt bara enastående". Efter showen fick Burke beröm av Carey som kallade hennes tolkning av låten "helt fantastiskt". 
I vecka 6 och 7 fick Burke positiva kommentarer från juryn för sitt framförande av Joe Cockers "You Are So Beautiful" och Dan Hartmans "Relight My Fire". Vecka 8 framförde hon Britney Spears "Toxic" och Beyoncé Knowles "Listen" och fick även då stående ovationer. Under vecka 9 framförde Burke Rihannas hit "Don't Stop the Music" då hon återigen fick positiva kommentarer och Louis kallade henne "den brittiska Beyoncé", och Simon kommenterar "... vi får se en stjärna födas här [ ...] du har allt, det var en fantastisk prestation."
Burke fick sällskap i den stora finalen av den irländska tonåringen Eoghan Quigg och pojkbandet JLS. Hon sjöng "Listen" som en duett tillsammans med Beyoncé (som senare framförde sin brittiska singeletta "If I were a boy"), och efter att ha framfört låten tillsammans med den amerikanska sångerskan utropade hon: "Jag har uppnått en dröm!"

#### 2008–2009: "Hallelujah"
Efter eliminering av Eoghan Quigg sjöng hon för första gången låten Hallelujah, en låt från 1984 av Leonard Cohen, som blev hennes debutsingel. Slutligen, med över åtta miljoner röster totalt, stod Burke som vinnare med 58% av den slutliga omröstningen. Singeln kom att bli nummer etta på jul-listan 2008 och hade topplaceringen i tre veckor samt en försäljning på en miljon exemplar.

#### 2009: "Overcome"
Den 13 februari 2009 rapporterades det att Burke undertecknat ett £3,5 miljoners- och fem-albums- amerikanskt skivkontrakt med Epic Records. Burkes första album var ursprungligen planerat att släppas mars 2009, dock bekräftade Simon Cowell att hennes album-release skulle ske senare under året. Orsaken var att Burke skulle ha tid att finslipa sin kompetens och hitta rätt låtar till albumet. De ville undvika att stressa fram ett album som de hade gjort med föregående vinnarens, Leona Lewis, debutalbum. Albumet släpptes den 19 oktober 2009 i Storbritannien, med titeln Overcome.
Burkes första kommersiella singel från hennes debutalbum var "Bad Boys" där även Flo Rida medverkar. Singeln hade premiär i Storbritannien under The Chris Moyles Show på BBC Radio 1 den 25 augusti. Den 18 oktober toppade "Bad Boys" den brittiska singellistan. Efter att ha träffat Burke i studion, pratade Beyoncé om att eventuellt spela in en duett med henne och hon bad även Burke att följa med henne på sin andra europeiska del av I Am ... Tour. "Bad Boys" certifierades Platina av British Phonographic Industry den 7 januari 2010.
Amerikanska rapparen 50 Cent har uttryckt ett intresse för Burke; han förutsåg att hon skulle vinna The X Factor och erbjöd henne att vara med i sin kommande musikvideo, troligen i en låt från sitt kommande album "Before I Self Destruct". Den 19 juli 2009 bekräftade Burke att hon hade tecknat ett sexsiffrigt kontrakt med det italienska modehuset Dolce & Gabbana för att vara dess ansikte utåt för sin nya modekollektion. Hon kommer också att ha med dess kläder och accessoarer i sina musikvideor. Burke uppträdde på The Royal Performance  den 7 december 2009.
Den 17 november 2009 bekräftade Burke att "Broken Heels" skulle vara den andra kommersiella singeln (tredje totalt) från Overcome. Hon bekräftade också via hennes officiella Twitter sida att videon spelades in i Los Angeles den 22 och 23 november 2009. Den 18 januari 2010 påbörjade Burke sin europeiska turné i Bryssel, Belgien. Den 12 mars 2010 bekräftade Burke på Twitter att "All Night Long" kom att bli hennes nya singel, med Pitbull. Hon medverkade i "Dancing on Ice" under semifinalen och framförde "All Night Long".
Den 29 april 2010 var Burke med i FHMs omröstning för världens 100 sexigaste kvinnor 2010 och hamnade på plats nummer 75. Det bekräftades sedan att Burkes nästa singel kommer att bli en helt ny låt, "Start Without You". Burke blev den allra första att utses till ambassadör för märket Sure Women och medverkade i en tv-annons för märket.

## Filantropi
Före sitt X Factor-medverkande och sin framgång åkte Burke på turné med Young Voices, en välgörenhetsorganisation som hjälper till att samla in pengar till barn med leukemi, där hon flera gånger uppträdde på stora scener som Royal Albert Hall. 
Efter jordbävningen på Haiti 2010 ville många kändisar, inklusive Burke, hjälpa lidande människor i landet. Hon bekräftade att hon skulle medverka på Haitis välgörenhetssingel "Everybody Hurts" och kommenterade "Jag hoppas att med singeln samlar in en massa pengar. Det är fantastiskt att vi kan mötas och göra detta tillsammans. Det är en mycket speciell sång." Strax efter avslöjade Burke att hon skulle resa till Haiti för att hjälpa människorna där. Hon kommenterade: "För mig innebär det inte att jag verkligen har hjälpt till genom att sjunga två rader på en singel. Jag ville gå ut och fysiskt hjälpa barn. Jag är inte en läkare, men jag kan ge kläder, mat och kärlek. Åtminstone kommer jag att kunna få några barn att le." Burke la upp två videobloggar om sitt besök på YouTube. Hon återvände sex månader senare för att se hur utvecklingen i landet hade gått, då hon hade varit en stor del av Rädda Barnens välgörenhetskampanj.

## Övrigt
År 2015 medverkade Alexandra Burke i tv-serien First Dates.

## Diskografi
Studioalbum
- Overcome (2009)
- Heartbreak on Hold (2012)
- The Truth Is (2018)

Singlar (topp 10 på UK Singles Chart)
- "Hallelujah" (2008) (#1)
- "Bad Boys" (med Flo Rida) (2009) (#1)
- "Broken Heels" (2010) (#8)
- "All Night Long" (med Pitbull) (2010) (#4)
- "Start Without You" (med Laza Morgan) (2010) (#1)
- "Elephant" (med Erick Morillo) (2012) (#3)

## Turnéer
- The X Factor Tour (2009)
- All Night Long Tour (2011)
- Lady Sings the Blues (2013)
- Alexandra Burke at Jazz Café (2015)
- The Truth Is Tour (2018)

## Priser och nomineringar
| År   | Nomineringsverk       | Pris                                                                                             | Resultat  |
| ---- | --------------------- | ------------------------------------------------------------------------------------------------ | --------- |
| 2009 | "Hallelujah" & "Hero" | BRIT Award för Bästa Brittiska Singel                                                            | Nominerad |
| 2009 | Alexandra Burke       | MOBO Award för Bästa UK Nykomling                                                                | Nominerad |
| 2010 | "Bad Boys"            | BRIT Award för Bästa Brittiska Singel                                                            | Nominerad |
| 2010 | Alexandra Burke       | Glamour Women of the Year Awards för Bästa Nykomling                                             | Vann      |
| 2010 | Overcome              | Urban Music Award för Bästa Album 2010                                                           | Vann      |
| 2010 | "All Night Long"      | Urban Music Award for Best Collaboration (with Pitbull) & Urban Music Award for Best Music Video | Vann      |